# 奥尔马什考毛拉什
奥尔马什考毛拉什，是匈牙利贝凯什州所辖的一个村。总面积14.75平方公里，总人口865，人口密度58.6人/平方公里（2011年1月1日）。